# Itabirito
Itabirito là một đô thị thuộc bang Minas Gerais, Brasil. Đô thị này có diện tích 543 km², dân số năm 2007 là 41522 người, mật độ 76,5 người/km².